# Aeronca 15 Sedan
L'Aeronca 15 Sedan est un quadriplace de tourisme, monoplan à aile haute contreventée et train classique fixe. La roulette de queue peut être une Maule, Scott 3200 ou encore bushwheel , amortisseur par Sandow comme pour le train principal.
Cet appareil qui conservait les lignes générales des Champion et Chief se distinguait des productions antérieures de la firme Aeronca par une voilure entièrement métallique, le fuselage conservant une structure tubulaire métallique et un revètement entoilé. Le prototype [NX39800] effectua son premier vol en 1947 avec un moteur Continental C-145 de 145 ch. La certification (ATC-802) fut délivrée début 1948 et 561 exemplaires furent construits.
Le 23 octobre 1951 Earl Balon effectue le premier vol du dernier avion Aeronca, un Aeronca 15AC Sedan, 22 ans après la création de la marque.
L'Aeronca S15AC Sedan est la version hydravion à flotteurs, équipé dans ce cas d'une deuxième porte côté gauche .